# Pośredni Rumanowy Przechód
Pośredni Rumanowy Przechód (ok. 2250 m) – przełączka w filarze północno-zachodniego wierzchołka Rumanowego Szczytu w Dolinie Kaczej w słowackich Tatrach Wysokich. Znajduje się zaraz powyżej miejsca, w którym filar ten rozgałęzia się na dwie odnogi; filar środkowy i filar prawy. Po prawej stronie (patrząc od dołu) znajduje się Żleb Stanisławskiego, po lewej Rumanowe Koryto. Jest to przechód w ścisłym taternickim rozumieniu tego słowa, czyli miejsce w grani, którym można względnie łatwo przejść na obydwie jej strony.
Nazwę przełączki utworzył Władysław Cywiński w 2011 r.

## Drogi wspinaczkowe
1. Prawym filarem z ominięciem ściany Rumanowego Mnicha; III w skali tatrzańskiej, w górnej części IV, czas przejścia 5 godz.
2. Środkowym filarem; dolna część III, górna IV, 7 godz.
3. Wielki trawers wielkiej trójki; (z Galerii Gankowej na Niżnią Żłobistą Przełączkę); II, 4 godz.
4. Prawym filarem; na filarze II, na dojściu do filara od II do V (w zależności od wariantu), czas przejścia 5–9 godz.
5. Prawą częścią ściany Rumanowego Mnicha; V, A2, 2 dni[1]
6. Drogą pierwszych zdobywców; V, 7 godz. Przebieg drogi to raczej zgadywanka z powodu niejasnego opisu[1].